# 대한민국 상법 제189조
대한민국 상법 제189조는 하자의 보완등과 청구의 기각에 대한 상법 회사법의 조문이다.

## 조문
상법 제189조 (하자의 보완등과 청구의 기각) 설립무효의 소 또는 설립취소의 소가 그 심리중에 원인이 된 하자가 보완되고 회사의 현황과 제반사정을 참작하여 설립을 무효 또는 취소하는 것이 부적당하다고 인정한 때에는 법원은 그 청구를 기각할 수 있다.